# Олимпийский комитет Египта
Олимпийский комитет Египта (араб. اللجنة الأولمبية المصرية‎) — организация, представляющая Египет в международном олимпийском движении. Основан и зарегистрирован в МОК в 1910 году.
Штаб-квартира расположена в Каире. Является членом Международного олимпийского комитета, Ассоциации национальных олимпийских комитетов Африки и других международных спортивных организаций. Осуществляет деятельность по развитию спорта в Египте.